# Ezéchiel de Mélac
Ezéchiel du Mas, comte de Mélac, né vers 1630 à Sainte-Radegonde et mort le 10 mai 1704 à Paris, était un général de Louis XIV et du marquis de Louvois, qui s'acquit une sinistre réputation au cours de la guerre de la Ligue d'Augsbourg.

## Biographie
Mélac choisit très jeune la carrière des armes et fut nommé en 1689 maréchal de camp. Chargé par Louis XIV de dévaster le Palatinat (« brûlez le Palatinat! »), il fit systématiquement mettre à feu et à sang Mannheim, Heidelberg, Pforzheim, Spire (y compris sa célèbre cathédrale), Baden-Baden, Worms, Oppenheim, Durlach et plusieurs autres villes et villages. En tant que gouverneur militaire de Landau, il y défendit vaillamment la forteresse contre les troupes du margrave de Bade, mais dut abandonner la place en 1702. Mélac démissionna ensuite de l'armée et se retira à Paris. Le roi lui octroya une pension considérable, dont il bénéficia jusqu'à sa mort le 10 mai 1704.

## Rôle dans la guerre de la Ligue d'Augsbourg
Les troupes de Mélac s'illustrèrent au cours de la guerre de la Ligue d'Augsbourg (1688-1697) par la brutalité avec laquelle elles ravagèrent de larges portions de l'électorat du Palatinat du Rhin, les villes du Wurtemberg et de Bade. Ces actes consacraient la stratégie française de démantèlement des villes et de désertification des territoires envahis. 
Dans l'ouest de l'Allemagne, le nom de Mélac reste synonyme depuis des siècles d'incendiaire meurtrier (« Mordbrenner »), et les habitants du Palatinat le maudissent. Il n'était pas rare, encore au XXe siècle, que les Allemands appellent leur chien Melac. L'insulte "Lackel" usitée dans le Palatinat remonterait également au nom de l'« Incendiaire ».

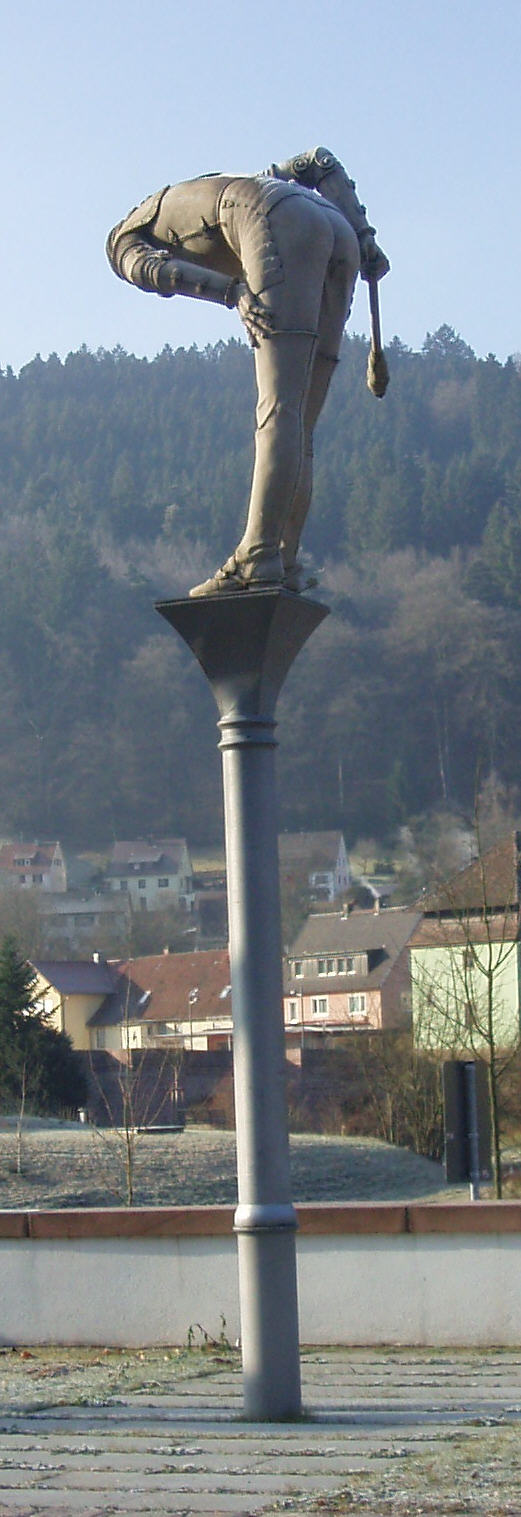
Mélac avec une torche incendiaire, œuvre du sculpteur Peter Lenk à Hirsau

## États de service
- Naissance vers 1630 à Sainte-Radegonde (Gironde), env. 15 km au sud-est de Libourne.
- 1664 : nomination au grade de lieutenant dans un régiment de cavalerie au Portugal.
- 1666 : nommé chef de compagnie.
- 1672 : sert dans les Flandres au début de la guerre de Hollande.
- 1675 : nommé Mestre de camp de Cavalerie.
- 1679 : nommé brigadier des armées, et gouverneur militaire de la place de Schleiden (40 km au sud-est d'Aix-la-Chapelle).
- 1686 : sert en Savoie sous les ordres du Maréchal Catinat.
- Avril 1688: muté à l'armée du Rhin sous les ordres du Maréchal Jacques Henri de Durfort comte de Duras.
- 1688 : épouse la fille du maréchal de Duras.
- Septembre 1688 : l'armée du Rhin pénètre sans déclaration de guerre formelle[1] sur les hauteurs dominant le Palatinat et sur la rive gauche du Rhin, et s'enfonce jusqu'en Bade. Les villes de Heilbronn, Heidelberg et Mannheim (le 10 novembre) sont enlevées et les fortifications de Philippsbourg sont prises d'assaut. Pforzheim était occupée depuis le 10 octobre. Mélac stationne ses troupes à Heilbronn sous les ordres du maréchal Joseph de Montclar. Depuis Heilbronn il ravage ensuite les pays environnants, y compris Donauwörth, Marbach am Neckar et Schorndorf. Sur la fin de l'année il s'empara d'Heidelberg, capitale de l'électorat du Palatinat, et de plusieurs bourgs le long du Neckar, dont Ladenburg.
- 1689 : incendie Pforzheim le 21 janvier. Le 16 février les troupes françaises commandées par Mélac et le Comte de Tessé, obéissant aux instructions du ministre de la guerre Louvois, prirent le château d'Heidelberg et le 2 mars la ville elle-même fut incendiée (les habitants parvinrent cependant à éteindre la plupart des foyers, ce qu'un monument commémore aujourd'hui). Le 8 mars ce fut le tour de Mannheim puis de Frankenthal, Worms, Spire et d'autres bourgs de la rive droite du Rhin. Le 31 mai il fit bombarder le fort de Landskrone et la ville d'Oppenheim. Sur la rive droite du Rhin, les villes de Bretten, Maulbronn, Pforzheim, Baden-Baden etc. connurent le même sort, bien qu'il ne soit pas plausible que Mélac ait pris part à toutes ces opérations. On estime que dans le cas de Pforzheim, Mélac, en tant qu'officier général, fut directement responsable du bombardement de la ville le 10 août et de l'incendie de la ville le lendemain.
- 1690 : nommé Maréchal de camp.
- 1691 : mort de sa femme.
- 1693 : nommé Lieutenant général. Mélac est nommé au printemps comme commandant de l'importante citadelle de Landau[2]. Depuis cette base, il terrorisa au cours des années ultérieures les régions environnantes, de la Rhénanie au Wurtemberg. En mai il se consacra à la seconde et ultime destruction de Heidelberg.
- 1697 : la Paix de Rijswijk met un terme à la guerre de la Ligue d'Augsbourg. Landau reste française et Mélac est confirmé comme gouverneur militaire de la place.
- 1702 : La guerre de Succession d'Espagne, dont le théâtre d'opération se déplace du Piémont à la vallée du Rhin, entraîne le siège de la forteresse de Landau par une armée du Saint-Empire dirigée par le margrave de Bade. Mélac et ses soldats parviennent à soutenir le siège pendant quatre mois (soit trente jours de plus que ce qui est considéré comme un siège ordinaire). Pour soutenir le moral de ses soldats, Mélac fit fondre les biens en or et en argent qu'il possédait, et en distribua les parts entre ses soldats pour leur solde. Il dut cependant capituler en septembre. Il obtint lors des pourparlers de pouvoir se retirer avec tous les survivants de la garnison et une partie de son artillerie. Il démissionna finalement de l'armée du Rhin et eut les honneurs de la Cour à Fontainebleau, où il fut récompensé de 30 000 livres de pension, mais sans autre gratification.
- 1703 : il se retire dans un appartement de la rue des Tournelles dans le futur 4e arrondissement de Paris avec quelques domestiques, et rédige son testament vers la fin du mois d'août.
- 1704 : Mélac meurt le 10 mai.

## Description parLouis de Rouvroy, duc de Saint-Simondans ses célèbresMémoires
« La cour était à Fontainebleau du 19 septembre. Mélac y arriva et salua le roi le 4 octobre, et, le lendemain au soir, fut longtemps avec le roi et Chamillart chez Mme de Maintenon. Chamillart le mena de là chez lui, et lui détailla ce que le roi lui donnait, qui avec la continuation de ses appointements de gouverneur de Landau, et quinze mille livres de pension pour l'avoir si bien défendu, montait à trente-huit mille livres de rente. Mélac, loué et caressé du roi, applaudi de tout le monde, crut avoir mérité des honneurs. Il insista encore plus lorsqu'il les vit donner incontinent après, comme je vais le rapporter, à qui n'eût pas eu le temps de les aller chercher de l'autre côté du Rhin, si Landau n'eût tenu plus de six semaines au-delà de toute espérance. Mélac outré de douleur se retira à Paris. Il n'avait ni femme ni enfants. Il s'y retira avec quatre ou cinq valets, et s'y consuma bientôt de chagrin dans une obscurité qu'il ne voulut adoucir par aucun commerce. 
C'était un gentilhomme de Guyenne, de beaucoup d'esprit, même fort orné, de beaucoup d'imagination, et dont le trop de feu nuisait quelquefois à ses talents pour la guerre, et souvent à sa conduite particulière, bon partisan, hardi dans ses projets, et concerté dans son exécution, surtout fort désintéressé. Il n'avait de patrie que l'armée et les frontières, et toute sa vie avait fait la guerre, été et hiver, presque toujours en Allemagne. La manie de se rendre terrible aux ennemis l'avait rendu singulier; il avait réussi à faire peur de son nom par ses fréquentes entreprises, et à tenir alerte vingt lieues à sa portée de pays ennemi. Il se divertissait à se faire croire sorcier à ces peuples, et il en plaisantait le premier. Il était assez épineux et très fâcheux à ceux qu'il soupçonnait de ne lui vouloir pas de bien, et trop facile à croire qu'on manquait d'égards pour lui. D'ailleurs, doux et très bon homme, et qui souffrait tout de ses amis; fort commode et jamais incommode à un général et à tous ses supérieurs, mais fort peu aux intendants; sans intrigue et sans commerce avec le secrétaire d'État de la guerre, et comme il avait les mains fort nettes, fort libre sur ce qui ne les avait pas; sobre, simple et particulier; toujours ruminant ou parlant guerre avec une éloquence naturelle, et un choix de termes qui surprenait, sans en chercher aucun. Il était particulièrement attaché à MM. de Duras et de Lorges, surtout à mon beau-père, qui me le recommanda autant que je le pourrais, quand il ne serait plus. Il prit de travers une politesse du chevalier d'Asfeld chez le maréchal de Choiseul, contre lequel il s'emporta étrangement en présence de plusieurs officiers généraux. M. de Chamilly m'en vint avertir. J'allai trouver le maréchal, qui aurait pu le punir et de la chose et du manque de respect chez lui, mais qui voulut bien ne pas songer à ce qui le regardait. Je vis après Mélac, et je ne puis mieux témoigner combien il était endurant pour ses amis que de dire que je ne le ménageai point, jusqu'à en être honteux à mon âge et seulement colonel, et lui lieutenant général ancien et en grande réputation. Il m'avoua son tort et fit tout ce que je voulus. Chamilly, le marquis d'Huxelles et plusieurs autres continrent le chevalier d'Asfeld, depuis maréchal de France comme eux, et parvinrent à faire embrasser Mélac et lui, et jamais depuis il n'en a été mention entre eux. À tout prendre, Mélac était un excellent homme de guerre, et un bon et honnête homme; pauvre, sobre et frugal, et passionné pour le bien public. » 

## Mélac dans la littérature allemande
- Mélac est évoqué dans un roman de l'écrivain allemand Karl May, L'amour d'un Uhlan.
- Un poème de Gustav Schwab : Mélac, le général français
- La légende de la fille d'Esslingen raconte que cette ville, assiégée par les troupes françaises, fut préservée d'une destruction certaine par le sacrifice de la fille d'un pasteur qui se donna au général Mélac[4].